# Klaas Balk
Klaas Cornelis Hendrik Balk (nascido em 27 de dezembro de 1948) é um ex-ciclista holandês que foi profissional entre 1967 e 1974, principalmente na pista. Competiu nos Jogos Olímpicos de Verão de 1968 e 1972 em três eventos no total. Em 1968, sua equipe não conseguiu chegar à final na perseguição de 4 km. Em 1972, terminou em quarto e quinto na velocidade individual e no tandem. Conquistou uma medalha de bronze no sprint de 1 km do Campeonato Mundial de 1969.
Na estrada, Balk venceu uma etapa do Tour de Olympia em 1971 e 1972.